# Edoardo Bulgheroni
Edoardo Bulgheroni (1909 – 22 giugno 1990) è stato un imprenditore e dirigente sportivo italiano, proprietario della "Bulgheroni Caramelle", assorbita nel 1946 dalla Lindt & Sprüngli, presidente della Pallacanestro Varese dal 1964 al 1967 e due volte campione del mondo di tiro a segno.

## Biografia
Discendente di una famiglia di imprenditori del Varesotto, specializzata nel settore dolciario, ricopre negli anni ruoli di dirigente sportivo nella città di Varese. Padre di Antonio Bulgheroni, cestista della Ignis Varese, viene incaricato da Giovanni Borghi, fondatore della Ignis e proprietario della società, di assumere il ruolo di presidente esecutivo. Mantiene la carica dal 1964 al 1967, lasciando per delle incomprensioni avvenute con la Federazione Italiana Pallacanestro a seguito della perdita a tavolino del Campionato 1965-66.